# Park Adamit
Park Adamit (hebreiska: פארק אדמית) är ett naturreservat i Israel.   Det ligger i distriktet Norra distriktet, i den norra delen av landet.